# Nesophontes micrus
Nesophontes micrus је изумрла врста сисара из породице карипских ровчица (Nesophontidae) и реда Eulipotyphla.

## Станиште
Врста Nesophontes micrus има станиште на копну.

## Угроженост
Ова врста је изумрла, што значи да нису познати живи примерци.